# United Unionist Action Council
La United Unionist Action Council (français : Conseil unioniste uni d'action, UUAC) est une organisation nord-irlandais loyaliste fondé en 1977 par l'United Ulster Unionist Council et dirigé par Joseph Burns. Prenant la suite de l'Ulster Workers' Council, elle organise la grève de mai 1977 qui échoue au bout de onze jours et disparaît peu après. 